# Atractilina parasitica
Atractilina parasitica är en svampart som först beskrevs av Georg Winter, och fick sitt nu gällande namn av Deighton & Piroz. 1972. Atractilina parasitica ingår i släktet Atractilina, divisionen sporsäcksvampar och riket svampar.   Inga underarter finns listade i Catalogue of Life.